# Скіпетр (гурт)
«Скіпетр» (рос. Скипетр) — російський гурт з жіночим вокалом, що грає в жанрі павер-метал.

## Історія гурту
Заснований 2006 року в Саратові. У 2010 пісня «The Curse of Merlin» була видана на збірнику «Now! That's What I Call Metal 37» разом з групами «Serenity», «Amon Amarth», «Moonsorrow», «Korpiklaani», «Power Quest», «Lamb of God», «Hibria».
30 червня 2012 в Пензі «Скіпетр» брав участь у рок-фестивалі разом з гуртом «Мастер», а 18 травня 2013 — з групою «Чорний Обеліск».
До справжнього моменту випустила 3 альбоми і 4 синглу.

## Склад

### Останній варіант складу
- Анастасія Романцова — вокал (2010-2015)
- Віктор Одоєвський — гітара (2007-2015)
- Олександр Первушин — бас-гітара (2007-2008, 2014-2015), вокал (2007-2008)
- Катерина Єфімова — клавіші (2006-2015)
- Дмитро Порицький — барабани (2006-2015)

### Колишні учасники
- Євген Муштаков — гітара (2006)
- Максим Ісайчев — гітара (2006-2007)
- Роман Дьомін — вокал, гітара (2006-2007)
- Артем Кулдошін — гітара (2006-2007)
- Роман Носов — бас-гітара (2006-2007)
- Софія Моржеріна — вокал (2008-2010)
- Костянтин Зиков — бас-гітара (2008-2011)
- Сергій Зубанов — бас-гітара (2011-2014)

### Сесійні учасники
- Дмитро Марушев — бас-гітара (2006)
- Сергій Єгоров — вокал (2006)
- Антон Тарасов — бас-гітара (2008)
- Людмила Кніревіч — вокал (2010)
- Андрій Ламіхов — бас-гітара (2011)

## Дискографія

### Студійні альбоми
1. «Символ власти» (2009, інтернет-реліз)
2. «Переверни этот мир» (2012, лейбл Metalism Records)
3. «Почувствуй себя живым» (2014, лейбл Metalism Records)[3][4]

### Сингли
1. «Inter» (2010, інтернет-реліз)
2. «Кем ты стал?» (2013, лейбл Metalism Digital)
3. «Дарза» (2015, інтернет-реліз)
4. «Enfin» (2015, інтернет-реліз)